# Republik Zypern
Zypern (Langform: Republik Zypern, griechisch Κυπριακή Δημοκρατία Kypriakí Dimokratía, türkisch Kıbrıs Cumhuriyeti) ist ein Staat auf der gleichnamigen Insel im östlichen Mittelmeer und somit Mittelmeeranrainerstaat. Der Staat entstand am 16. August 1960 (gesamte Insel umfassend) durch Unabhängigkeit der vorherigen Kronkolonie Zypern vom Vereinigten Königreich. 1961 trat Zypern dem Commonwealth of Nations bei. Auf der Insel befinden sich weiterhin die britischen Überseegebiete Akrotiri und Dekelia.
Ab dem 20. Juli 1974 wurde der Norden der Insel im Zypernkonflikt von der Türkei besetzt, nachdem griechische Putschisten den Anschluss Zyperns an Griechenland hatten durchsetzen wollen. Am 15. November 1983 wurde im Besatzungsgebiet einseitig die Türkische Republik Nordzypern ausgerufen. In der Resolution 541 des UN-Sicherheitsrates wurde die Ausrufung der Türkischen Republik Nordzypern von den Vereinten Nationen (UN) für ungültig erklärt.
Am 1. Mai 2004 wurde Zypern Mitglied der Europäischen Union (EU). Da Zypern seine Rechtshoheit nur im Südteil seines anerkannten Staatsgebiets ausüben kann, ist faktisch nur dieser Bestandteil der EU. Zum 1. Januar 2008 wurde das Zypern-Pfund als Landeswährung vom Euro abgelöst.

## Geographie

### Landschaft
Zypern ist die drittgrößte Insel des Mittelmeers. Sie wird geographisch Asien, politisch und kulturell jedoch Europa zugeordnet. Die höchste Erhebung der gebirgigen Insel ist der Olympos (1952 m) im Troodos-Gebirge, das mit Kiefern, Zwergeichen, Zypressen und Zedern bedeckt ist. Insgesamt sind 19 % der Inselfläche von Wald bedeckt.
Größere Flüsse sind der Pedieos mit etwa 100 km Länge, der Serrachis und der Diarizos, die jedoch nur im Winter Wasser führen.

### Geologie
Zypern liegt im Süden der Anatolischen Platte. Der Zypernbogen südlich von Zypern und der Hellenische Bogen südlich von Kreta bilden die Konvergenzlinie zur Afrikanischen Platte.

### Städte
Wirtschaftliches Zentrum der Insel ist der südliche Teil Nikosias, die Hauptstadt der Republik. In etwa gleicher wirtschaftlicher Bedeutung zueinander stehen die drei Hafenstädte Larnaka, Limassol und Paphos, die durch die Südküstenautobahn miteinander verbunden sind. Von größerer touristischer Bedeutung ist ferner der Badeort Agia Napa. Im Jahr 2023 lebten 67 Prozent der Einwohner der Republik Zypern in Städten.

## Bevölkerung

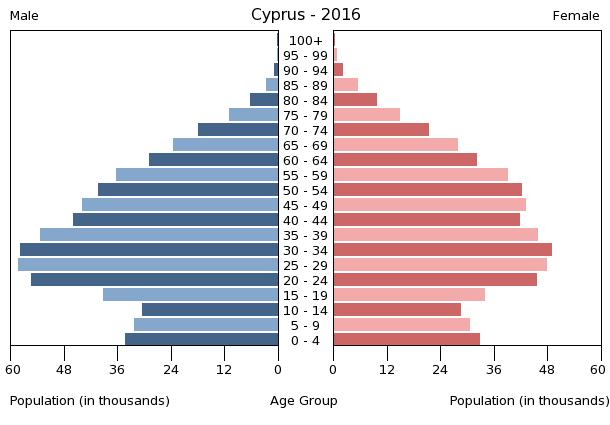
Bevölkerungspyramide Zypern 2016 (Ohne türkischen Teil)

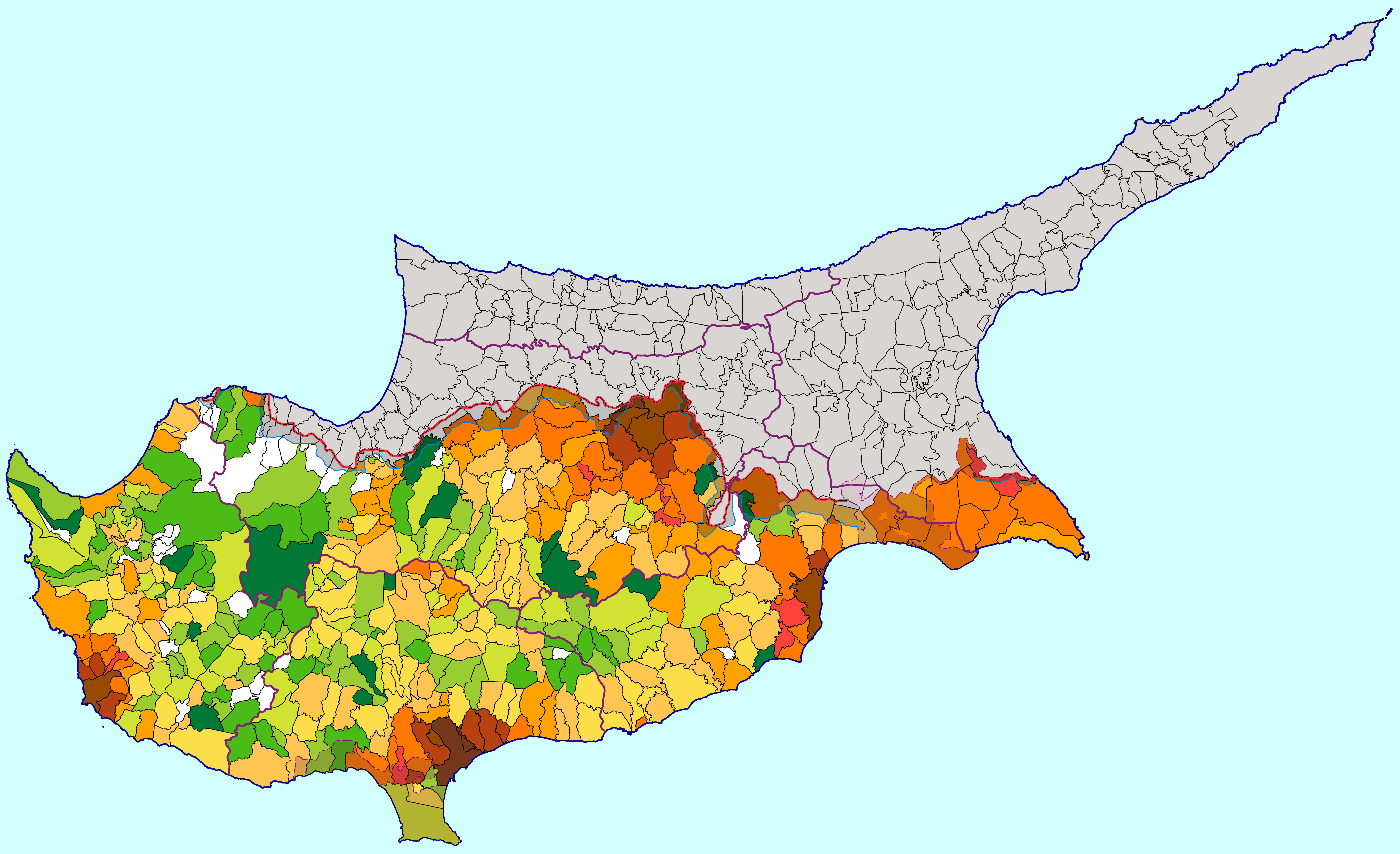
Bevölkerungsdichte in den einzelnen Gemeinden

Die Republik Zypern hatte 2022 1,3 Millionen Einwohner. Das jährliche Bevölkerungswachstum betrug + 0,6 %. Zum Bevölkerungswachstum trug ein Geburtenüberschuss (Geburtenziffer: 10,0 pro 1000 Einwohner vs. Sterbeziffer: 7,0 pro 1000 Einwohner) bei. Die Anzahl der Geburten pro Frau lag 2022 statistisch bei 1,3, die der Europäischen Union betrug 1,5. Die Lebenserwartung der Einwohner der Republik Zypern ab der Geburt lag 2022 bei 81,9 Jahren (Frauen: 83,7, Männer: 80,1). Der Median des Alters der Bevölkerung lag im Jahr 2021 bei 37,6 Jahren. Im Jahr 2023 waren 15,8 Prozent der Bevölkerung unter 15 Jahre, während der Anteil der über 64-Jährigen 15,2 Prozent der Bevölkerung betrug.

### Bevölkerungsstruktur
Der Norden der Insel zählte 2015 nach Regierungsangaben 91.800 „legitime“ Einwohner. Diese Zahl beinhaltet die Zyperntürken, nicht jedoch die Türken, die nach 1974 angesiedelt wurden. Die Volkszählungsergebnisse der Türkischen Republik Nordzypern beinhalten auch diese und sind somit wesentlich höher, die dortigen Behörden geben für das Gebiet eine Einwohnerzahl von ungefähr 294.906 an. Die Republik Zypern betrachtet alle Personen, die seit dem Unabhängigkeitsjahr 1960 die zyprische Staatsbürgerschaft besitzen oder besessen haben, als ihre Staatsbürger und gewährt ihnen konsularischen Beistand, somit also allen Zyperngriechen und Zyperntürken (nicht jedoch später niedergelassenen Personen). Von den 90.000 Zyperntürken haben 63.592 (Stand 2003) einen Staatsbürgerschaftsnachweis erworben, davon besitzen 57.309 einen Personalausweis der Republik Zypern. 2659 haben sich als Pendler registrieren lassen, weitere etwa 5000 Zyperntürken arbeiten und wohnen wieder dauerhaft im Süden.
Die alteingesessene Bevölkerungsgruppe der Insel stellen die Zyperngriechen und die Maroniten dar. Während der osmanischen Herrschaft kam ein türkischer Bevölkerungsanteil hinzu – die heutigen Zyperntürken – die jedoch ethnisch den Griechen näher stehen als den nach 1974 eingewanderten türkischen Soldaten und Kolonisten; die Zyperntürken setzen sich unter anderem aus türkisierten Griechen sowie aus den sogenannten Linobambaki, islamisierten Levantinern katholischer Herkunft, zusammen. Hinzu kommen neben den Juden die Armenier, die zumeist im Zuge des Völkermordes an den Armeniern aus Anatolien fliehen mussten. Sie wurden von den Griechen oft zu den Türken gerechnet. Im Süden sind rund 1895 Deutsche ansässig, im Norden etwa 180.
Im Jahre 2017 waren 16 % der Bevölkerung Migranten. Häufigste Herkunftsländer waren das Vereinigte Königreich (60.000 Personen) sowie Australien, die Vereinigten Staaten und Griechenland (jeweils 20.000). Die Insel ist ein beliebter Altersruhesitz.

### Sprachen
Landessprachen und gleichberechtigte Amtssprachen der Republik Zypern sind Griechisch und Türkisch. Englisch ist als Erbe der Kolonialzeit weiterhin Verkehrssprache. Als Muttersprache gesprochen wird von den Menschen allerdings die zypriotische Mundart und sehr vereinzelt Pontisch, jedoch erkennt der Staat nur das offizielle Neugriechisch als Standard an. Anerkannte Minderheitensprachen sind Armenisch (Westarmenisch) und das von den Maroniten gesprochene Zypriotische Arabisch.
Insgesamt sprechen auf dem von der völkerrechtlich anerkannten Republik Zypern kontrollierten Südteil der Insel 80,9 % der Einwohner Griechisch, 1,2 % Arabisch und 0,2 % Türkisch als Muttersprache. Englisch – obwohl nicht offiziell – wird inzwischen von 4,1 % der Bevölkerung als Muttersprache gesprochen und ist als Zweitsprache verbreitet. Aufgrund von Einwanderung sprechen 2,9 % der Einwohner Rumänisch, 2,5 % Russisch, 2,2 % Bulgarisch und 1,1 % Filipino.

### Religion
Laut dem CIA World Factbook bekennen sich insgesamt 78 % der Bevölkerung auf dem gesamten Territorium Zyperns zum Christentum (traditionell Orthodoxe, Maroniten und Apostolische Armenier) und 18 % zum Islam (Sunniten und Sufisten); eine alteingesessene Minderheit stellen die Juden.
Eine repräsentative Umfrage im Auftrag der Europäischen Kommission im Rahmen des Eurobarometers ergab 2020, dass für 80 Prozent der Menschen in der Republik Zypern Religion wichtig ist, für 10 Prozent ist sie weder wichtig noch unwichtig und für 10 Prozent ist sie unwichtig.

#### Christentum

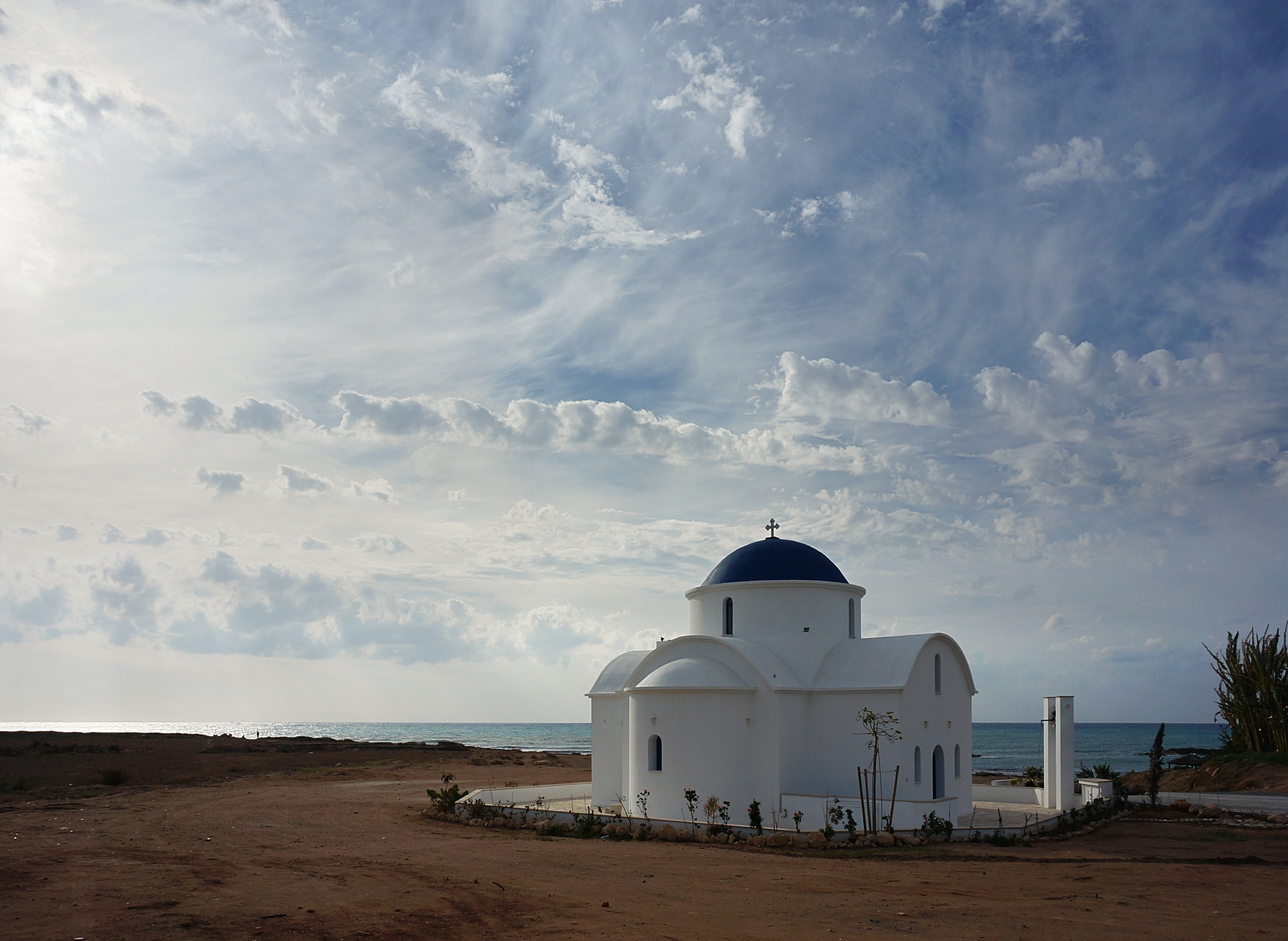
Orthodoxe St.-Nicholas-Kirche in Paphos

Die Christen leben seit 1974 überwiegend im von der international anerkannten Republik Zypern kontrollierten Gebiet, weniger als 500 leben weiterhin im Norden. Gemäß der Volkszählung von 2011 machen auf dem von der Republik Zypern kontrollierten Gebiet die Christen 94,8 % der Bevölkerung aus, davon sind 89,1 % orthodox. Die Christen gehören überwiegend der zyprisch-orthodoxen Kirche von Zypern an, die aus dem rum-orthodoxen Patriarchat von Antiochien hervorgegangen ist und nun dem Ökumenischen Patriarchat von Konstantinopel der gesamten Ostkirche untersteht. 2,9 % sind römisch-katholisch und sind dem Lateinischen Patriarchat von Jerusalem eingegliedert. 2,0 % gehören der anglikanischen beziehungsweise protestantischen Glaubensgemeinschaft an.

#### Islam

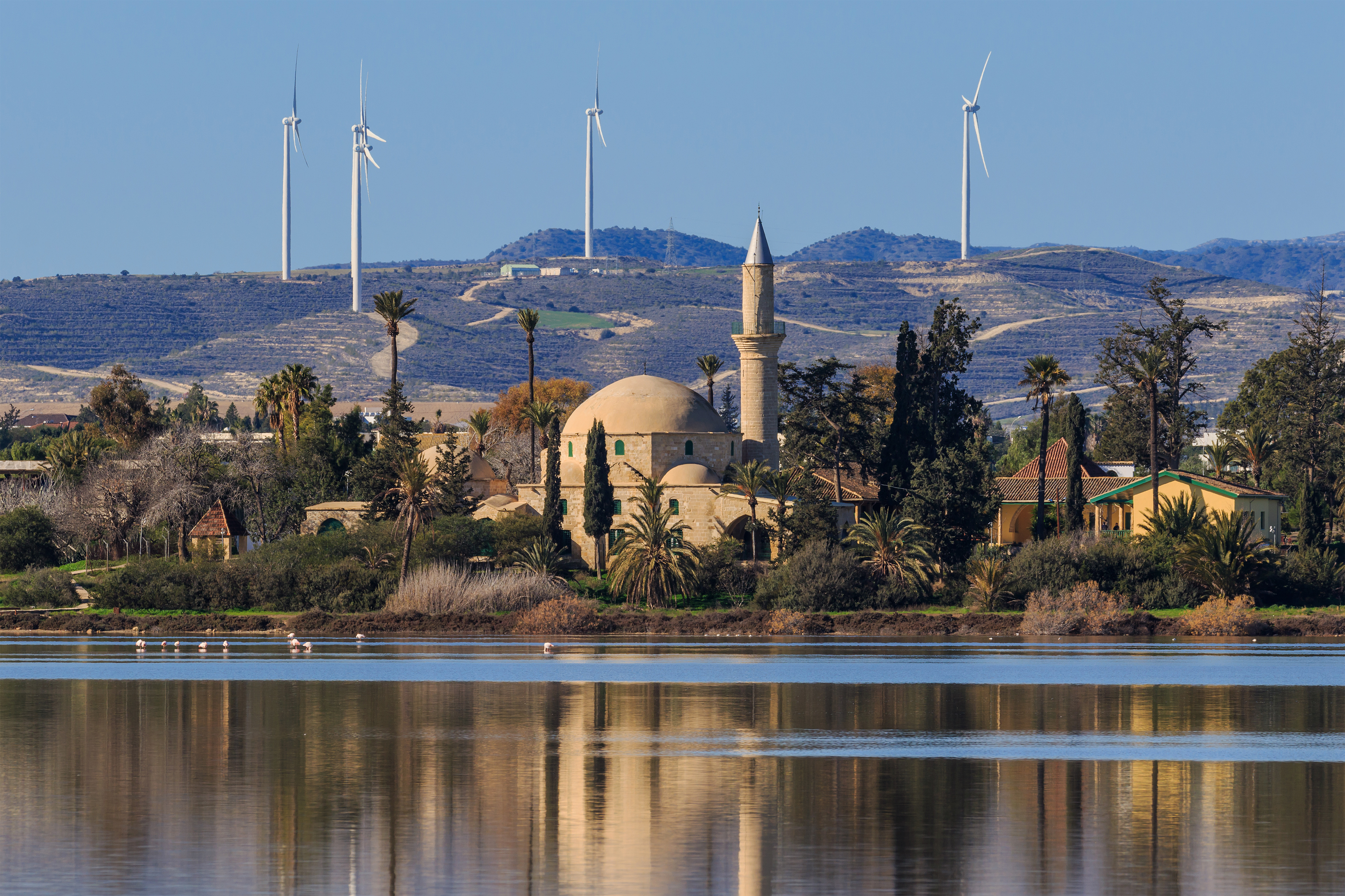
Hala-Sultan-Tekke-Moschee im Bezirk Larnaka

Die Muslime auf Zypern machen amtlich 1,8 % der Gesamtbevölkerung auf dem von der international anerkannten Republik Zypern kontrollierten Territorium aus und gehören der sunnitischen Richtung an. Allgemein wohnen die türkischsprachigen Muslime im Norden der Insel (wo sie rund 99 % der Bevölkerung stellen). Unter den Zyperntürken dominierte traditionell der Sufismus, im Bezirk Larnaka befindet sich das wichtige Heiligtum Hala Sultan Tekke, ein Derwischkloster.

#### Judentum
Juden leben seit 1571 wieder auf Zypern. Während des Zweiten Weltkrieges wies die britische Mandatsmacht diejenigen jüdischen Einwanderer in Internierungslager auf Zypern ein, die bei dem Versuch aufgegriffen worden waren, in der sogenannten Alija Bet außerhalb der britisch genehmigten Quoten das jüdische Siedlungsgebiet zu erreichen. Seit den 1990er Jahren haben sich etwa 1500 Juden permanent niedergelassen. Diese sind zur Hälfte israelische Staatsbürger und zur anderen Hälfte Briten oder Russen. Zypern ist ein beliebtes Urlaubsland für Israelis. 2005 wurde in Larnaka die erste Synagoge eröffnet.

#### Religiöse Kulturgüter
Der Umgang mit religiösen Kulturgütern ist nach wie vor sehr umstritten und ein häufiger Streitpunkt im Zypernkonflikt.
Aus einer Fotodokumentation, die der griechisch-zyprische Präsident Tassos Papadopoulos am 10. November 2006 Papst Benedikt XVI. in Rom vorlegte, geht hervor, dass in den ersten 30 Jahren türkischer Besatzung Nordzyperns 133 Kirchen und Klöster entweiht und in Moscheen, Hotels oder Nachtclubs umgewandelt wurden. 15.000 Ikonen wurden illegal aus christlichen Gotteshäusern entfernt und auf dem Schwarzmarkt verkauft.
Im Jahr 2000 wurden Ikonen im Wert von 100 Millionen Mark sichergestellt, die der Kunsthändler Michel van Rijn über Aydin Dikman aus München bezogen hatte. Anders als die Zollämter und die involvierten Gerichte sehen die türkischen Medien den Schmuggel als Inszenierung der zyprischen Regierung.
Während in der Phase 1975–1999 die Republik Zypern insgesamt nur 294.620 Euro für die Restaurierung der 83 seitdem unter Denkmalschutz stehenden Moscheen aufwendete, verfügte das 1989 begonnene Restaurierungsprogramm 2007 über ein Jahresbudget von 347.680 Euro der insgesamt 737.837 Euro, die in diesem Jahr für die Restaurierung osmanischer Kulturgüter aufgewendet wurden.
Die denkmalgerechte Restaurierung der wichtigen Umm Haram Moschee in Larnaka wurde darüber hinaus mit UN-Geldern unterstützt.

### Bildung

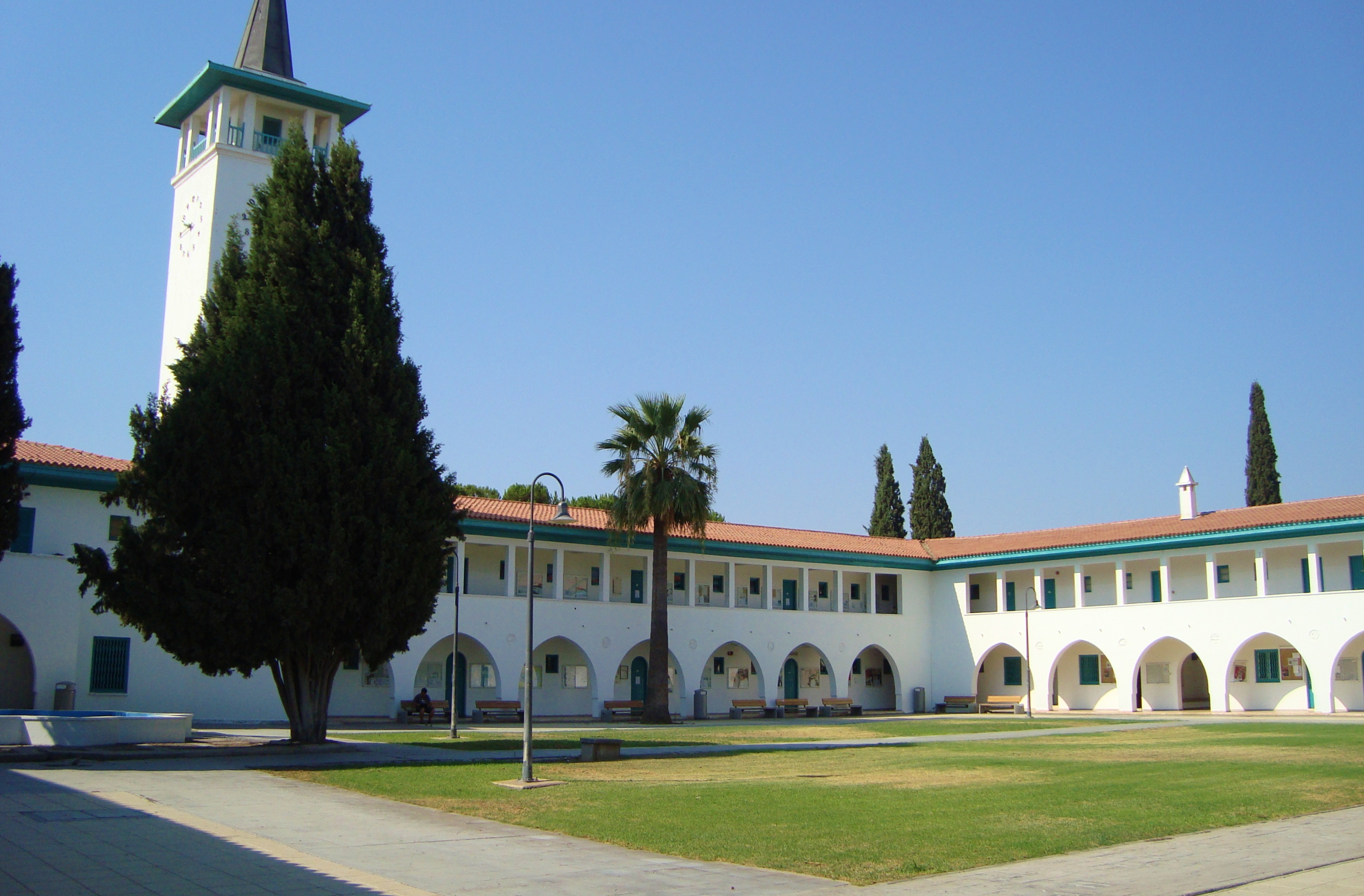
Innenhof im alten Teil der Universität Zypern

Zypern hatte lange Zeit bis auf einige Hochschulen und Fachhochschulen keine Universität. Seit den 1980er Jahren entstanden Universitäten, die die zweistufige Bachelor-/Masterstruktur einführten. Die wichtigste neue Institution ist die 1989 gegründete Universität Zypern. Die Hochschulen in der Republik Zypern sind:
- Technische Universität Zypern (CUT) in Limassol
- European University of Cyprus (EUC) in Nikosia
- Frederick University Cyprus in Nikosia
- Neapolis University Paphos (NUP) in Paphos
- Open University of Cyprus (OUC) in Nikosia
- Philips University in Nikosia
- University of Central Lancashire (UCLan Cyprus) in Larnaka
- Universität Zypern (UCY) in Nikosia
- Universität Nikosia (UNIC) in Nikosia, Limassol und Larnaka

Mittlerweile wurden für alle EU-Bürger die Studiengebühren aufgehoben. Die Studiengebühren betrugen zuvor 4000 Zyprische Pfund (ca. 7000 Euro). Seit 2003 bereits waren türkische Zyprer in der Republik Zypern von Studiengebühren befreit.

## Geschichte

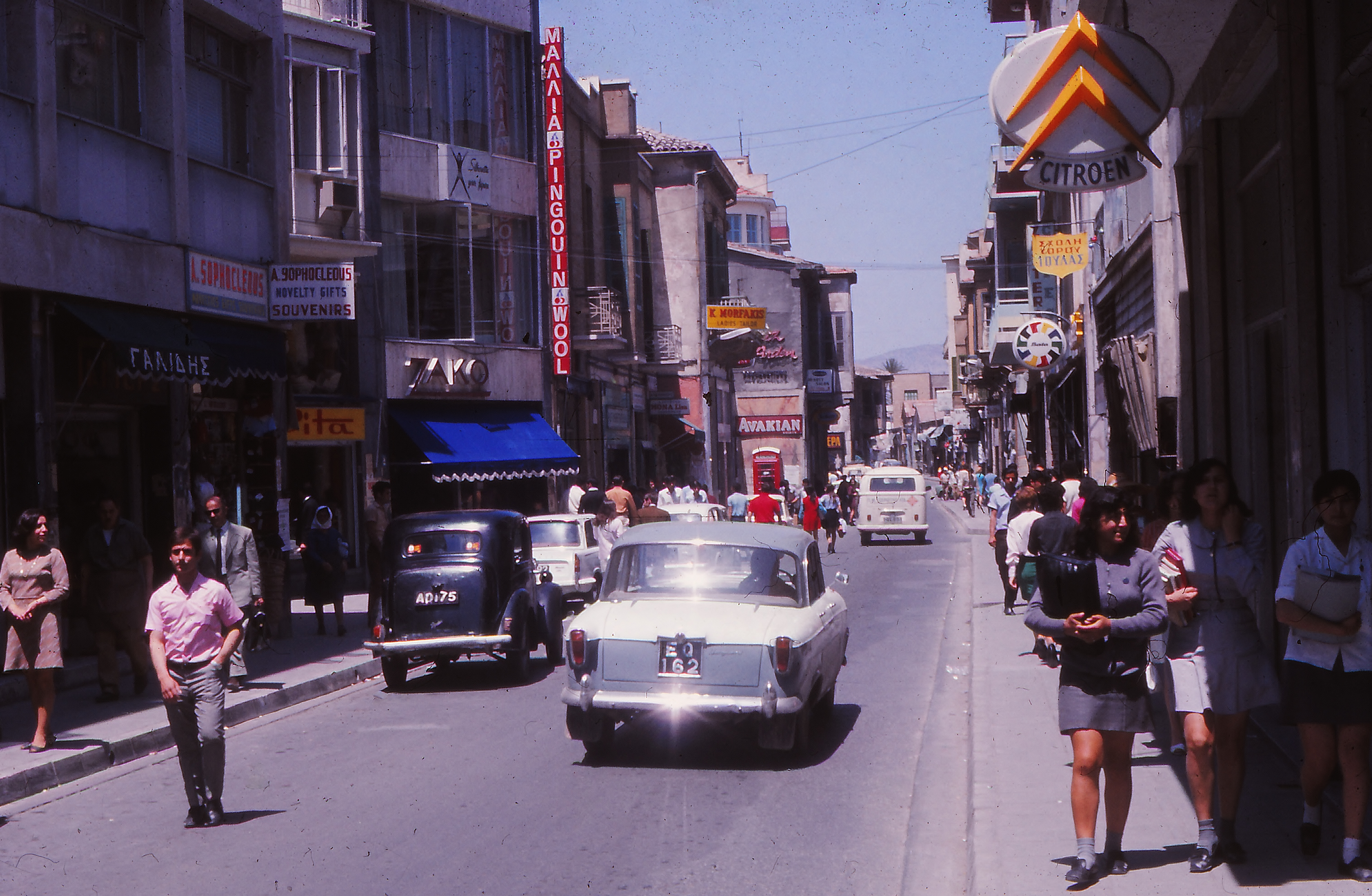
Die Ledrastraße in Nikosia, 1969

Die ehemalige britische Kronkolonie Britisch-Zypern wurde vom Vereinigten Königreich am 16. August 1960 aufgrund des Zürcher und Londoner Abkommens zwischen dem Vereinigten Königreich, Griechenland und der Türkei vom 19. Februar 1959 in die Unabhängigkeit entlassen und trat am 20. September 1960 den Vereinten Nationen bei. Nach einem Putschversuch der Zyprischen Nationalgarde, der von der Militärjunta in Griechenland unterstützt wurde und die Enosis, die Angliederung der Insel an Griechenland, zum Ziel hatte, besetzten die türkischen Streitkräfte ab dem 20. Juli 1974 – unter Berufung auf ihre Rolle als Garantiemacht für die türkischen Zyprer aus dem Londoner Garantievertrag von 1959 – einen nördlichen Teil der Insel, der zwar nur 37 % des Staatsgebiets ausmachte, auf dem jedoch bis dahin 70 % aller Wirtschaftsleistungen erbracht wurden. Darunter befanden sich 66 % aller touristischen Anlagen, 80 % aller Zitrusbäume und der Handelshafen in Famagusta. Der Verlust der wichtigsten landwirtschaftlichen Flächen und der Produktionsmittel zwang zu einer Neuausrichtung der Wirtschaft. Schifffahrt und Finanzdienstleistungen wurden neue Standbeine, ebenso konnte der Tourismus langsam wieder ausgebaut werden.
Am 15. November 1983 erfolgte die Proklamation der – von der internationalen Staatengemeinschaft nicht anerkannten – Türkischen Republik Nordzypern; am 18. November 1983 hat der Sicherheitsrat der Vereinten Nationen in seiner Resolution 541 die Unabhängigkeitserklärung für rechtlich ungültig erklärt und den Abzug der türkischen Streitkräfte gefordert. Dennoch beschränkt sich die Autorität der Republik Zypern seither auf den Südteil der Insel.
1990 stellte die Republik Zypern einen Antrag auf die Mitgliedschaft in der Europäischen Union (EU). Nach Erreichen der Kriterien und einer weitreichenden Reform, die seine Bedeutung als Steueroase minderte, wurde Zypern zusammen mit neun weiteren Ländern am 1. Mai 2004 Mitglied der Europäischen Union, wobei faktisch nur der Südteil der Insel Bestandteil der EU ist.
Am 24. April 2004 wurde der „Annan-Plan“ beiden Volksgruppen separat zur Abstimmung vorgelegt. Dieser hätte eine Konföderation mit zwei selbständigen Teilstaaten vorgesehen. Während die Mehrheit der Zyperntürken für den Plan stimmten, votierte die Mehrheit der Zyperngriechen dagegen.
Derzeit gibt es fünf Kontrollstellen, von denen vier mit dem Auto überquert werden können.

### Zypernkonflikt

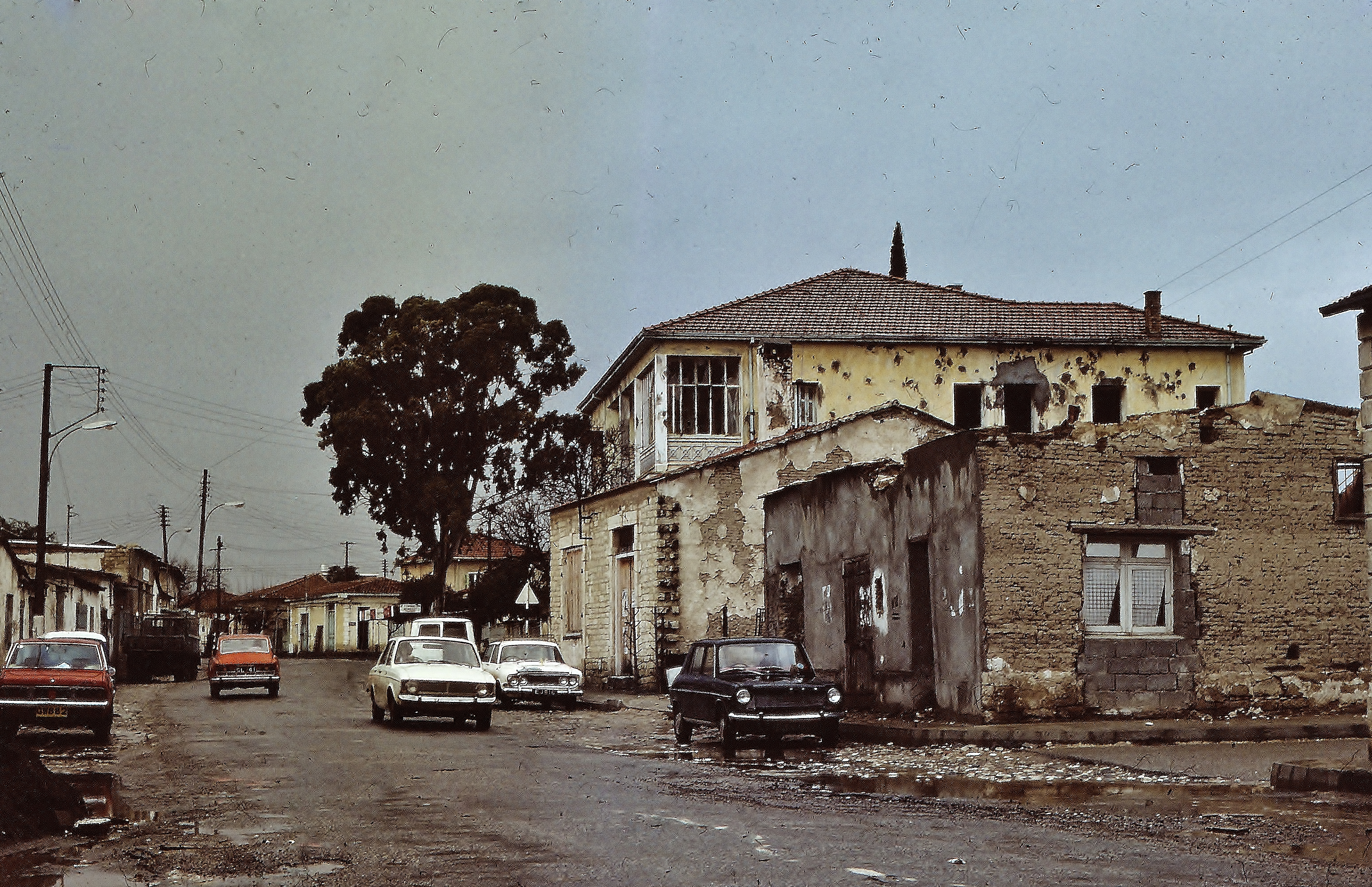
Gebäudeschäden in Nikosia nach Unruhen zwischen griechischen und türkischen Zyprern (1969)

1963 gab es Unstimmigkeiten zwischen dem „türkischen“ und „griechischen“ Teil der ethnisch vermischten Bevölkerung über Verfassung und Gesetze, Ausübung der Staatsgewalt etc. Dieser Streit, von Extremisten auf beiden Seiten systematisch angefacht, machte ein weiteres gemeinsames Regieren unmöglich. Die türkisch-zyprischen Regierungsmitglieder zogen sich aus der Regierung zurück und strebten seitdem ein selbstverwaltetes Gebiet an, während viele griechischsprachige Zyprer den Anschluss an Griechenland (Enosis) anstrebten. 1974 kam es zu einem Putsch von Offizieren der Militärjunta in Griechenland und der Zyprischen Nationalgarde gegen Präsident Makarios. Daraufhin intervenierte die Türkei als Garantiemacht des Londoner Garantievertrages unter Berufung auf einen mutmaßlichen Anschluss der Insel an Griechenland und besetzte den Norden der Insel. Seitdem hat die Türkei in einem Gebiet, das etwa 37 % der Insel entspricht, Truppen stationiert. Die verfassungsmäßig vorgesehene Mitwirkung der Zyperntürken in den staatlichen Institutionen der Republik Zypern findet seither ebenfalls nicht mehr statt.
1977 starb Makarios, und Spyros Kyprianou folgte als Präsident. Dieser wurde von der Türkei und den Zyperntürken allerdings nicht anerkannt. Darauf veranlasste der griechische Süden Wirtschaftssanktionen gegen den Norden. Der Norden seinerseits antwortete nach Verfolgungen und Tötungen von Zyperntürken mit der Vertreibung von mehreren Zehntausend Zyperngriechen und der Ansiedlung von mehreren Zehntausend Türken aus der Türkei, wodurch das zahlenmäßige Gewicht des türkischen Bevölkerungsanteils gegenüber den Zyperngriechen erhöht wurde.
Unter Verletzung des Londoner Garantievertrages wurde am 15. November 1983 auf dem von türkischen Truppen besetzten Nordteil der Insel die Türkische Republik Nordzypern ausgerufen, die völkerrechtlich allerdings nur von der Türkei anerkannt wird; zudem hat der Sicherheitsrat der Vereinten Nationen in seiner Resolution 541 vom 18. November 1983 die Unabhängigkeitserklärung für rechtlich ungültig erklärt und den Abzug der türkischen Streitkräfte gefordert.
Am 4. Juni 1990 wurde der Beitrittsantrag Zyperns zur Europäischen Union (EU) gestellt, der de jure für die gesamte Insel gilt, da auch die EU die Türkische Republik Nordzypern nicht anerkennt.
Im Jahre 2003 wurde die Grenze zwischen den beiden Landesteilen erstmals wieder durchlässig, es erfolgte die Öffnung der Grenzübergänge für Besuche im jeweils anderen Teil der Insel zum 23. April 2003.
Seit dem 1. Mai 2004 ist die Republik Zypern Mitglied der Europäischen Union (EU), wobei faktisch jedoch nur der Südteil der Insel Bestandteil der EU ist.

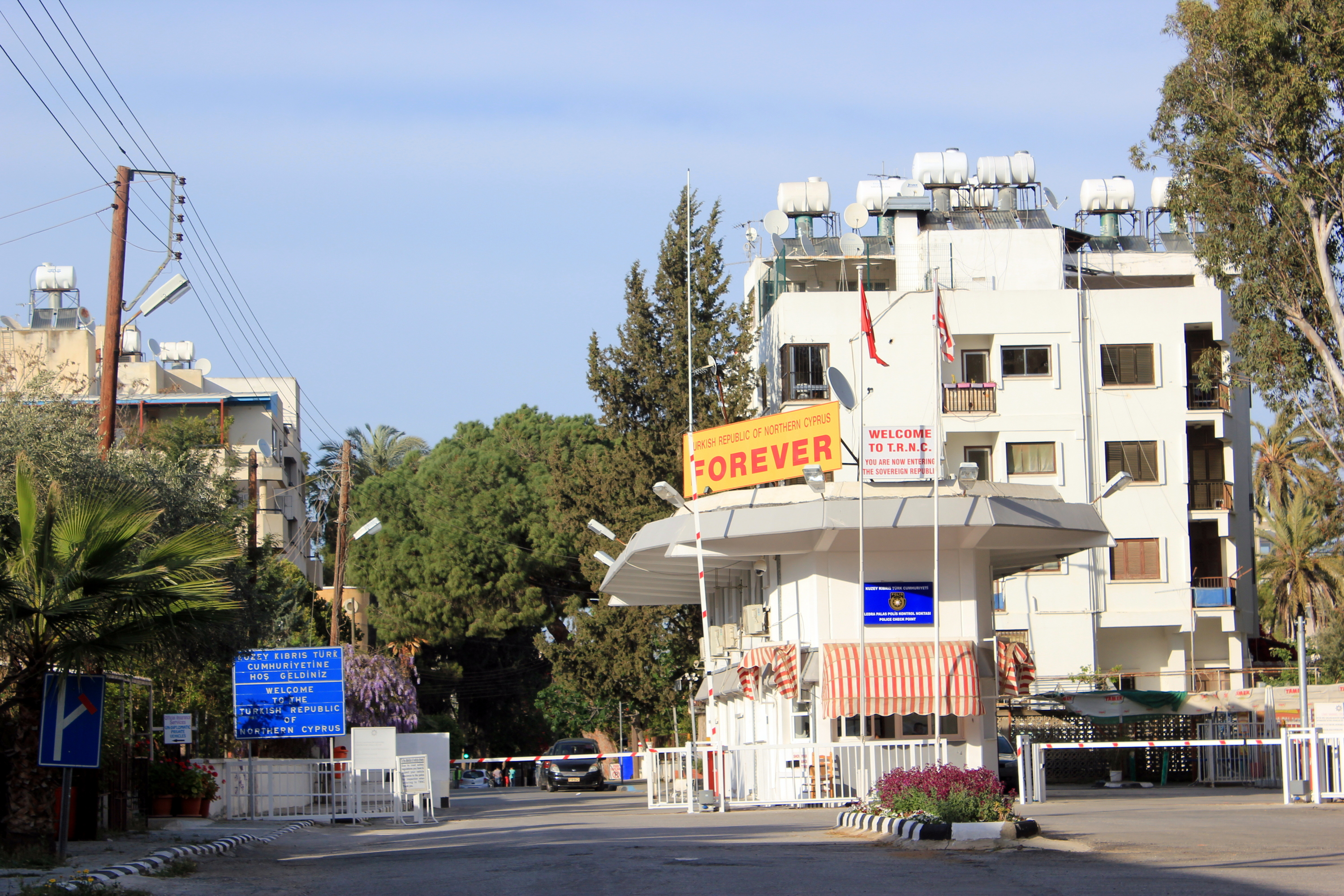
Nordzyprischer Kontrollpunkt im Westen von Nikosia

Verhandlungen unter Führung der Vereinten Nationen sollten eine Annäherung beider Seiten bringen; der im Jahre 2004 vom damaligen UN-Generalsekretär Kofi Annan vorgelegte „Annan-Plan“ sah vor, dass Zypern nach dem Vorbild der Schweiz als Staatenbund aus zwei Teilstaaten vereinigt werden sollte, deren Einwohner sowohl die zyprische als auch die Staatsangehörigkeit des Landes, aus dem sie stammen, erhalten. In zeitgleichen Volksabstimmungen mit 87 bzw. 88 % Wahlbeteiligung wurde der „Annan-Plan“ von den Zyperntürken mit Zweidrittelmehrheit gebilligt, von den Zyperngriechen jedoch mit Dreiviertelmehrheit abgelehnt, weil diese die faktische rechtliche und territoriale Wiederherstellung der Republik Zypern in einem Staate fordern.
Seit 2008 läuft ein neuer Wiedervereinigungsversuch. Größter Streitpunkt ist die Staatsordnung. Die Zyperngriechen wünschen sich eine stärkere Bundesrepublik, während sich die Zyperntürken eine Konföderation wünschen. Bereits nach 1960 litt die Republik Zypern unter dem Vetorecht der beiden Volksgemeinschaften.

### Integration in die EU

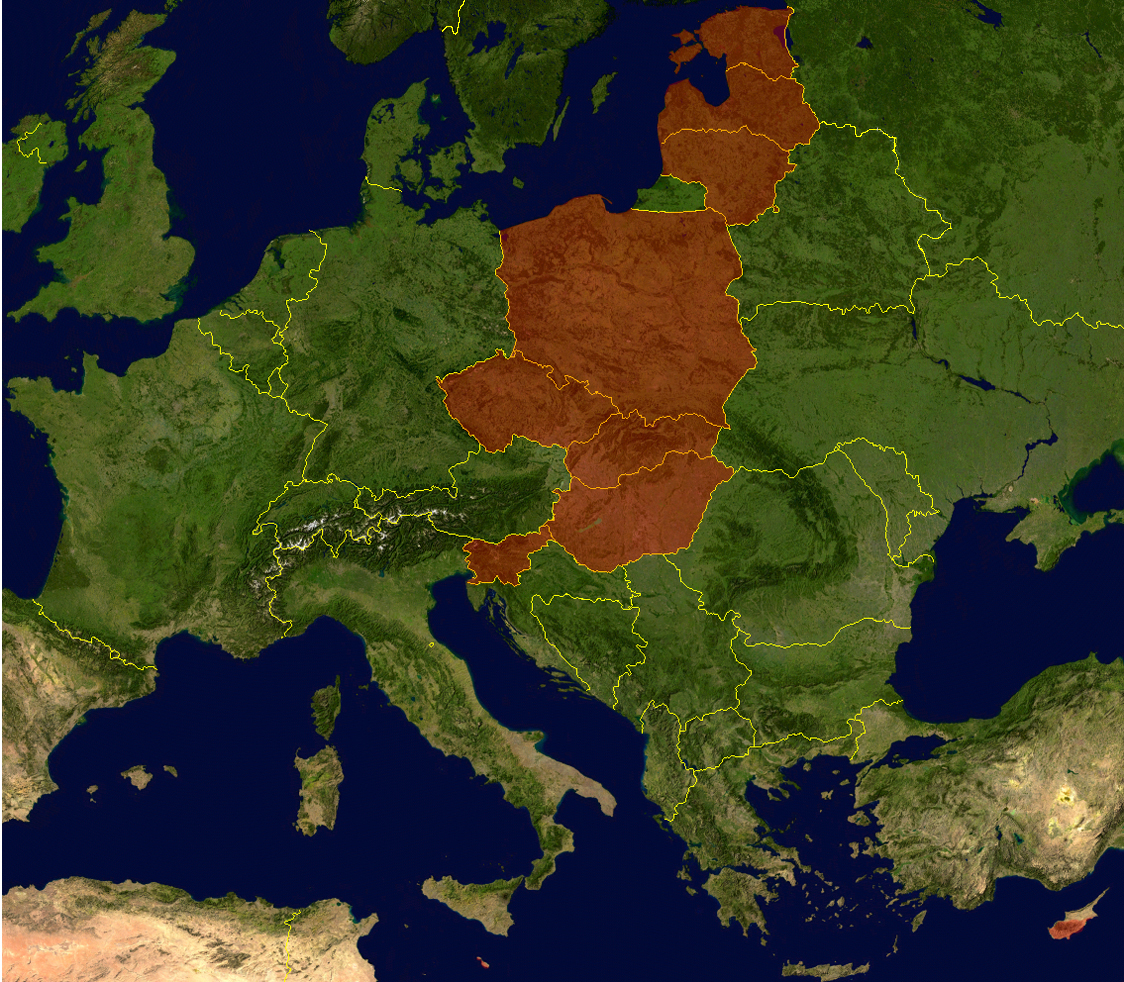
Die Republik Zypern in der EU-Erweiterung 2004

Im Rahmen der EU-Erweiterung 2004 trat die Republik Zypern am 1. Mai 2004 der EU bei. Zuvor war ein Versuch der Vereinigung der Insel bei einer Volksabstimmung am 24. April 2004 an der Ablehnung im griechischen Teil gescheitert. Die „Green Line“ ist zurzeit de facto Außengrenze der EU, die Zollbehörden der Republik Zypern beziehungsweise die der Souveränen Britischen Basen führen an den Kontrollstellen Zollkontrollen durch.
Da die Türkei als Folge des Zypernkonflikts, in dem die Regierung in Ankara als Schutzmacht der Zyperntürken auftrat, die Republik Zypern nicht offiziell anerkennt, wurde das Land zu einem entscheidenden Stolperstein bei den Verhandlungen über den EU-Beitritt der Türkei: Die Türkei lehnt eine Ausweitung der mit der EU geschlossenen Zollunion auf das EU-Mitglied Republik Zypern ab und öffnet ihre Häfen und Flughäfen nicht für das Anlaufen von griechisch-zypriotischen Schiffen und Flugzeugen. Die Türkei sieht in der EU-Mitgliedschaft der Republik Zypern einen Bruch der Zürcher und Londoner Abkommen.
Am 1. Januar 2008 wurde in der Republik Zypern der Euro eingeführt. Die Republik Zypern gehört in der EU zu den sogenannten Niedrigsteuerländern mit einem Körperschaftsteuersatz von nur 12,5 % auf erwirtschaftete Gewinne. Es besteht ein Doppelbesteuerungsabkommen mit Deutschland.
Am 1. Juli 2012 übernahm die Republik Zypern turnusgemäß erstmals die halbjährliche Ratspräsidentschaft der EU.
Im Juni 2012 stellte die Republik Zypern ein Hilfsgesuch an die EU; ihr drohe die Zahlungsunfähigkeit (= Staatsbankrott). Am 16. März 2013 einigten sich die Finanzminister der Eurozone und der IWF mit der Republik Zypern über die Grundlinien eines Rettungspakets. In diesem Zuge wurden der Republik Zypern Kredite in Höhe von etwa 10 Milliarden Euro (also 11.300 Euro pro Einwohner) zur Verfügung gestellt. Das Hilfspaket konnte erst endgültig besiegelt werden, als die nationalen Parlamente Deutschlands, der Niederlande, Finnlands, Estlands und der Slowakei ihm zugestimmt hatten.
Die Republik Zypern sollte auf Druck der EU die Sparer an den Kosten der Rettung der zyprischen Banken beteiligen. Das zyprische Parlament lehnte dies am 19. März 2013 ab.
Am 31. März 2016 konnte die Republik Zypern den „Euro-Rettungsschirm“ wieder verlassen. EU-Wirtschaftskommissar Pierre Moscovici und ESM-Chef Klaus Regling bezeichneten das Rettungsprogramm insgesamt als Erfolg. Die Republik Zypern hatte von den bereitgestellten 10 Milliarden Euro nur 6,3 Milliarden abgerufen. Regling mahnte weitere Reformen im Bankensektor und auf dem Arbeitsmarkt an. Die Republik Zypern muss die ESM-Kredite zwischen 2025 und 2031 zurückzahlen.

## Politik

### Parlament, Regierung und Parteien

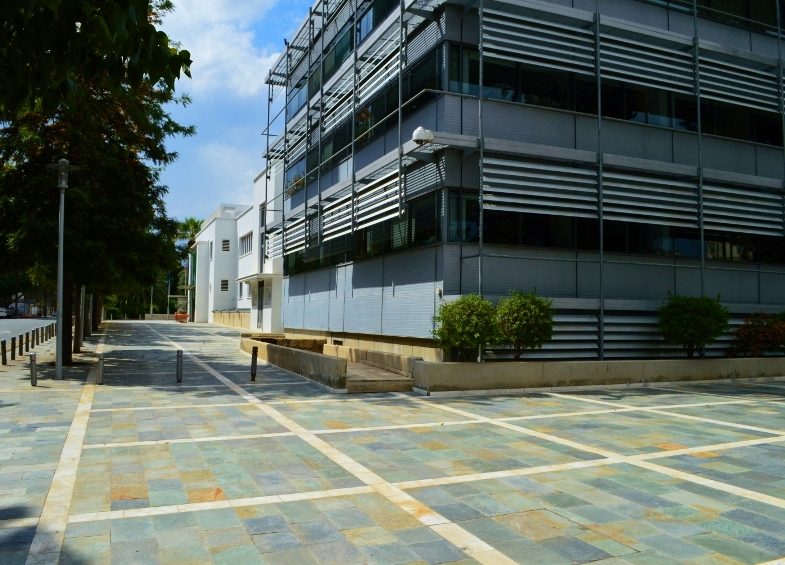
Das Repräsentantenhaus

Staatsoberhaupt der Republik Zypern ist der Staatspräsident. Er muss Zyperngrieche sein und wird direkt für fünf Jahre gewählt (Art. 43 Abs. 1 der Verfassung) und verfügt über weitreichende Exekutivkompetenzen. Er ernennt die Minister. Die Minister dürfen nicht dem Parlament angehören. Sein Stellvertreter muss gemäß der Verfassung ein Zyperntürke sein; jedoch bleibt diese Position seit 1974 vakant.
Das Parlament der Republik Zypern ist das Repräsentantenhaus (Einkammersystem), von denen 56 Mandate auf Zyperngriechen und 24 auf Zyperntürken entfallen (diese Mandate bleiben seit 1974 vakant). Die Legislaturperiode beträgt fünf Jahre (Art. 65 Abs. 1 der Verfassung).
Das Parteiensystem der Republik Zypern wird von vier großen Parteien geprägt:
- Demokratische Sammlung Dimokratikos Synagermos – DISY (konservativ)
- Fortschrittspartei des werktätigen Volkes Anorthotiko Komma Ergazomenou Laou – AKEL (kommunistisch)
- Demokratische Partei Dimokratiko Komma – DIKO (zentristisch)
- Bewegung der Sozialdemokraten Kinima Sosialdimokraton – EDEK (sozialdemokratisch)

Daneben sind noch vier kleinere Parteien im Parlament vertreten.
- Demokratische Ausrichtung Dimokratiki Parataxi – DIPA (liberal)
- Ökologie- und Umwelt-Bewegung Kinima Ikologon – Synergasia Politon – KOSP (grün)
- Nationale Volksfront Ethniko Laiko Metopo – ELAM (rechtsextrem)
- Volt Zypern – Volt (europäischer Föderalismus)

### Politische Indizes
| Name des Index                     | Indexwert    | Weltweiter Rang | Interpretationshilfe | Jahr |
| ---------------------------------- | ------------ | --------------- | --- | ---- |
| Fragile States Index               | 54,1 von 120 | 122 von 179     | Stabilität des Landes: stabil 0 = sehr nachhaltig / 120 = sehr alarmierend Rang: 1 = fragilstes Land / 179 = stabilstes Land | 2024 |
| Demokratieindex                    | 7,38 von 10  | 40 von 167      | Unvollständige Demokratie 0 = autoritäres Regime / 10 = vollständige Demokratie                                              | 2024 |
| Freedom in the World Index         | 91 von 100   | —               | Freiheitsstatus: frei 0 = unfrei / 100 = frei                                                                                | 2024 |
| Rangliste der Pressefreiheit       | 59 von 100   | 77 von 180      | Erkennbare Probleme für die Pressefreiheit 100 = gute Lage / 0 = sehr ernste Lage                                            | 2025 |
| Korruptionswahrnehmungsindex (CPI) | 56 von 100   | 46 von 181      | 0 = sehr korrupt / 100 = sehr sauber                                                                                         | 2024 |

### Verwaltungsgliederung

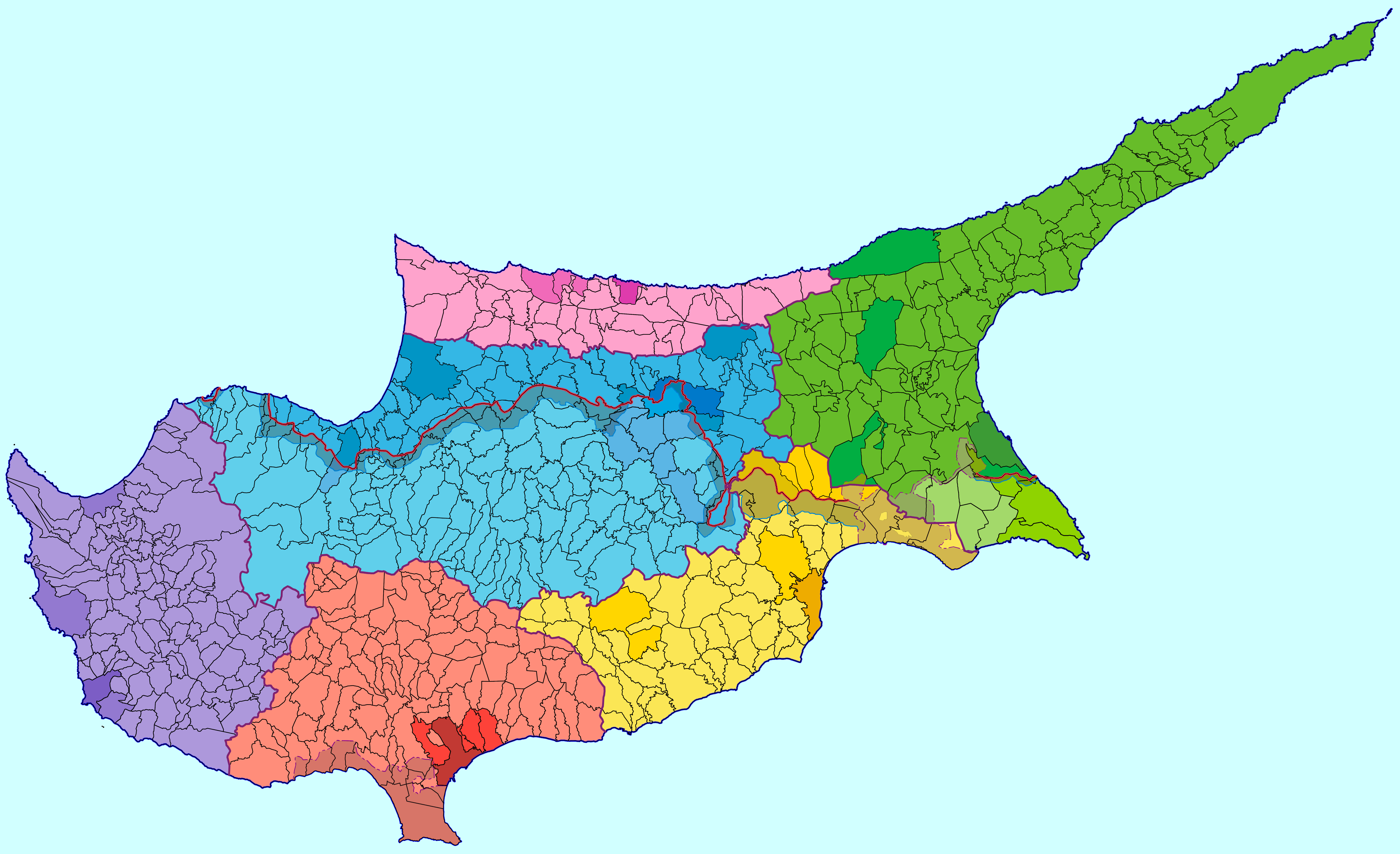
Verwaltungsgliederung in Bezirke und deren Gemeinden

Die Republik Zypern ist seit deren Gründung in sechs Bezirke eingeteilt:
- Bezirk Famagusta
- Bezirk Kyrenia
- Bezirk Larnaka
- Bezirk Limassol
- Bezirk Nikosia
- Bezirk Paphos

Der Bezirk Kyrenia, Teile der Bezirke Nikosia, Larnaka sowie der Großteil des Bezirks Famagusta befinden sich unter Kontrolle der Türkischen Republik Nordzypern.

### Militär
Die Zyprische Nationalgarde (Cypriot National Guard) umfasst Land-, See- und Luftstreitkräfte und wurde noch im Jahr der Unabhängigkeit 1960 in Umsetzung der Paragraphen 129–132 der Verfassung gegründet. Zypern gab 2017 knapp 1,9 Prozent seiner Wirtschaftsleistung oder 395 Millionen US-Dollar für seine Streitkräfte aus.
Die Landstreitkräfte bestehen aus folgenden Einheiten:
- I. Infanterie-Division (Ιη Μεραρχία ΠΖ)
- II. Infanterie-Division (ΙΙα Μεραρχία ΠΖ)
- IV. Infanterie-Division (ΙVη Ταξιαρχία ΠΖ)
- XX. Panzer-Brigade (ΧΧη ΤΘ Ταξιαρχία), u. a. ausgerüstet mit Kampfpanzern des Typs AMX-30 und T-80
- III. Unterstützungs-Brigade (ΙΙΙη Ταξιαρχία ΥΠ)
- VIII. Unterstützungs-Brigade (VIIIη Ταξιαρχία ΥΠ)

Das Marinekommando verfügt über Küstenwachboote (eine Salamis PBM, eine Kyrenia (gr. Dilos) PBM, zwei Rodman 55 PPF, zwei Cantieri Vittoria PB) sowie elf Schnellboote. Sie verfügt auch über eine Batterie Seeziellenkwaffen (MM-40 „Exocet“).
Das Luftwaffenkommando verfügt u. a. über 11 Kampfhubschrauber des Typs Mil Mi-24.
Seit 1974 sind in Zypern 1200 griechische Offiziere und Soldaten stationiert (gr.:ΕΛΔΥΚ), ausgestattet mit 80 Kampfpanzern.

### Situation von Asylsuchenden
In Zypern landen jedes Jahr viele Flüchtlinge aus Nordafrika an. Migranten ohne regulären Aufenthaltsstatus, darunter abgelehnte Asylsuchende, werden lediglich aufgrund ihres Aufenthaltsstatus über lange Zeiträume hinweg unter schlechten Bedingungen in Haft gehalten. Die Inhaftierten berichteten von eingeschränktem oder fehlendem Zugang zu Rechtshilfe und Gesundheitsversorgung. Mehrfach wurden Vorwürfe gegen die Polizei erhoben, Migranten und Asylsuchende misshandelt zu haben. Nach Informationen von Amnesty International verprügelten, bedrohten und beschimpften etwa 35 Polizeibeamte im Juli 2011 eine Gruppe von Asylsuchenden, die auf dem Polizeirevier von Larnaka inhaftiert waren. Einer der Asylsuchenden erlitt dem Vernehmen nach Verletzungen am Bein und blieb anschließend mehrere Tage lang ohne medizinische Versorgung.

## Wirtschaft
Für den türkisch verwalteten Teil liegen keine genauen Zahlen vor, es wird jedoch allgemein von einer wesentlich schwächeren Wirtschaftslage in diesem Teil der Insel ausgegangen. Die Angaben beziehen sich daher nur auf den von der international anerkannten Regierung kontrollierten Teil der Insel.

### Allgemein

Zusammen mit 19 weiteren EU-Mitgliedstaaten (blau) bildet Zypern eine Währungsunion, die Eurozone.

72 % der Zyprer arbeiten im tertiären Sektor, in der Landwirtschaft hingegen nur 5 % aller Beschäftigten. Im Global Competitiveness Index, der die Wettbewerbsfähigkeit eines Landes misst, belegt Zypern Platz 66 von 137 Ländern (Stand 2017). Der Index für wirtschaftliche Freiheit 2024 des Landes war der 17 höchste von 176 Ländern.
Die wirtschaftliche Entwicklung der Republik Zypern ist stark von der weltwirtschaftlichen Entwicklung geprägt. Das wirtschaftliche Wachstum Zyperns der letzten Jahrzehnte (Durchschnitt des BIP-Wachstums 1975–2000: real circa 5,5 Prozent) hat sich vor dem Hintergrund der Finanz- und Wirtschaftskrise und eines verschärften Wettbewerbs im Tourismus insbesondere seit 2009 deutlich verlangsamt.
Im Land gibt es eine Wertpapierbörse mit der Bezeichnung Börse von Zypern.
Auf Zypern sind seit dem libanesischen Bürgerkrieg viele libanesische Banken und Unternehmen ansässig, was zu einem bedeutenden Zustrom von Geldern geführt hat. Zypern ist einer der größten Investoren und Exporteure in Russland. Viele Gelder werden über Zypern in Russland reinvestiert, was vor allem durch niedrige Steuern und die unkomplizierte Gründungsmöglichkeiten der Offshoreholdergesellschaften zu erklären ist. Zypern zählt steuerrechtlich gesehen zu den Steueroasen. Dadurch gibt es viele Offshore-Firmengründungen in Zypern.
| Jahr                                    | 2010   | 2015   | 2016   | 2017   | 2018   | 2019   | 2020   | 2021   | 2022   | 2023   |
| --------------------------------------- | ------ | ------ | ------ | ------ | ------ | ------ | ------ | ------ | ------ | ------ |
| BIP in Mrd. USD (Kaufkraftparität)      | 28,5   | 28,5   | 30,7   | 33,0   | 35,4   | 39,4   | 38,2   | 43,6   | 49,1   | 52,1   |
| BIP pro Kopf in USD (Kaufkraftparität)  | 34.850 | 33.665 | 36.164 | 38.627 | 40.951 | 44.995 | 42.991 | 48.704 | 54.289 | 56.628 |
| BIP-Wachstum (real)                     | 2,3 %  | 3,4 %  | 6,6 %  | 5,7 %  | 5,6 %  | 5,5 %  | −3,4 % | 9,9 %  | 5,1 %  | 2,5 %  |
| Inflation (in Prozent)                  | 2,6 %  | −1,5 % | −1,2 % | 0,7 %  | 0,8 %  | 0,5 %  | −1,1 % | 2,2 %  | 8,1 %  | 3,9 %  |
| Staatsverschuldung (in Prozent des BIP) | 55 %   | 107 %  | 103 %  | 93 %   | 101 %  | 93 %   | 115 %  | 99 %   | 86 %   | 77 %   |

### Bodenschätze
Bekannt wurde Zypern schon im Altertum durch seine reichhaltigen Vorkommen an Kupfer, das Metall hat seinen lateinischen Namen „Cuprum“ nach der Insel; diese Vorkommen sind jedoch weitestgehend erschöpft. Von Bedeutung sind die Asbestvorkommen, in den Bergen befinden sich zudem große Marmorbrüche und Pyritminen. Dort gibt es Gipsgestein und Salzlagerstätten. An den Stränden wird Tonerde abgebaut.
In jüngerer Zeit wurden an der Südküste Erdölvorkommen entdeckt, die auf 8 bis 10 Milliarden Barrel geschätzt werden und von einem ägyptisch-libanesischen Konsortium erkundet wurden.
Mit dem Libanon, Israel und Ägypten (den Anrainern des betroffenen Gebiets) wurden Abkommen über sogenannte Ausschließliche Wirtschaftszonen geschlossen. Nach einer Ausschreibung wurde das amerikanische Unternehmen Noble Energy mit der Erschließung beauftragt. Die Türkei drohte daraufhin, in das Gebiet Kanonenboote und eigene Bohrteams zu entsenden.

### Landwirtschaft

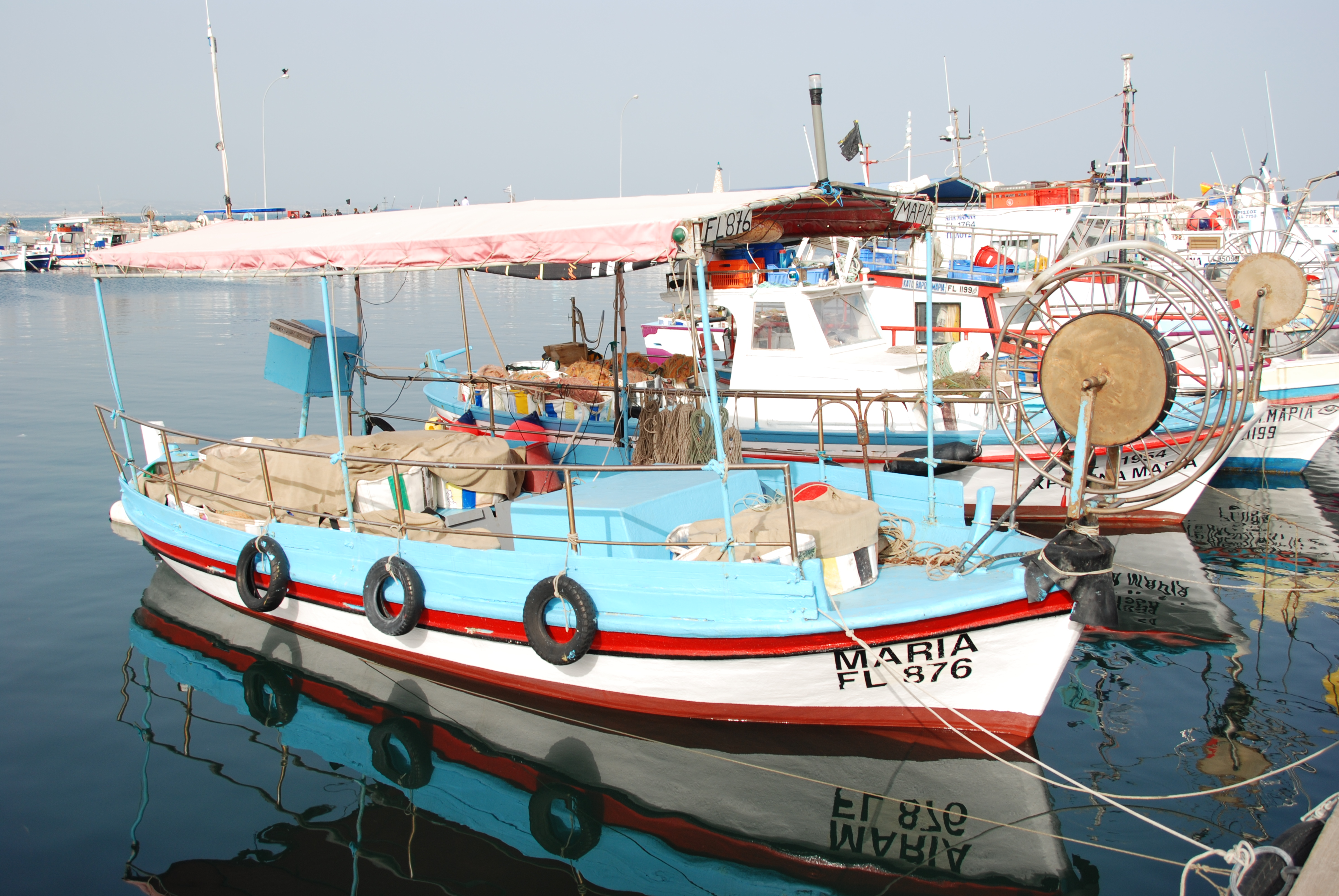
Fischerboote in Larnaka

Auf Zypern werden Zitrusfrüchte angebaut. Hinzu kommt die Erzeugung von Gemüse. Bei vielen Anbausorten (Obst, Gemüse und Getreide) sind zwei Ernten im Jahr durch das ausgesprochen freundliche Klima Standard. Jedoch werden die landwirtschaftlich genutzten Flächen seit dem EU-Beitritt immer kleiner (besonders in den Touristenregionen), da Briten verstärkt Land und Häuser als Altersruhesitz kaufen. Im nördlichen Teil werden bevorzugt Geflügel und Lämmer aufgezogen. Auf der gesamten Insel gibt es außerdem noch einige größere Olivenbaumhaine.

### Währung
Seit dem 1. Januar 2008 ist der Euro nationale Währung, der damit das Zypern-Pfund ablöste. In Nordzypern gilt weiterhin die Türkische Lira als gesetzliches Zahlungsmittel; der Euro wird dennoch oft angenommen.

### Außenhandel
Größter Abnehmer der Exporte ist weiterhin die EU sowie Großbritannien. Der Export nach Deutschland sank wie in den vergangenen Jahren weiter. So exportierte Zypern nach Deutschland nach Angaben des Statistical Service Cyprus von Januar bis November 2015 Waren im Wert von ca. 111,2 Millionen Euro und damit 20 Prozent mehr als im Vorjahreszeitraum (Jan–Nov. 2014: 92,6 Mio. Euro). Zyprische Exporte bestehen überwiegend aus chemischen Erzeugnissen, Nahrungsmitteln (Kartoffeln, Wein, Zitrusfrüchte) und Rohstoffen.
2015 führte Zypern aus Deutschland insgesamt Waren im Werte von rund 556,5 Millionen Euro (2014: 571,7 Mio. Euro) ein. Mit einem Anteil von 7,1 Prozent der Gesamtlieferungen war Deutschland 2014 fünftgrößter Lieferant Zyperns und auf Platz 6 der wichtigsten Exportländer mit einem Anteil von 3,3 Prozent der gesamten Exporte. Die wichtigsten Einfuhrgüter sind Kraftfahrzeuge, Maschinen und Industriebedarf. Zyperns Außenhandel ist chronisch defizitär.

### Staatshaushalt
Der Staatshaushalt umfasste 2016 Ausgaben von umgerechnet 7,8 Mrd. US-Dollar, dem standen Einnahmen von umgerechnet 7,6 Mrd. US-Dollar gegenüber. Daraus ergibt sich ein Haushaltsdefizit in Höhe von 1,1 % des BIP.
Die Staatsverschuldung betrug 2016 21,2 Mrd. US-Dollar oder 107,9 % des BIP.
Der Anteil der Staatsausgaben (in % des BIP) in den folgenden Bereichen betrug:
- Gesundheit:[58] 6,2 % (2006)
- Bildung:[26] 6,3 % (2004)
- Militär:[26] 3,8 % (2005)

## Infrastruktur

### Verkehr
Straße

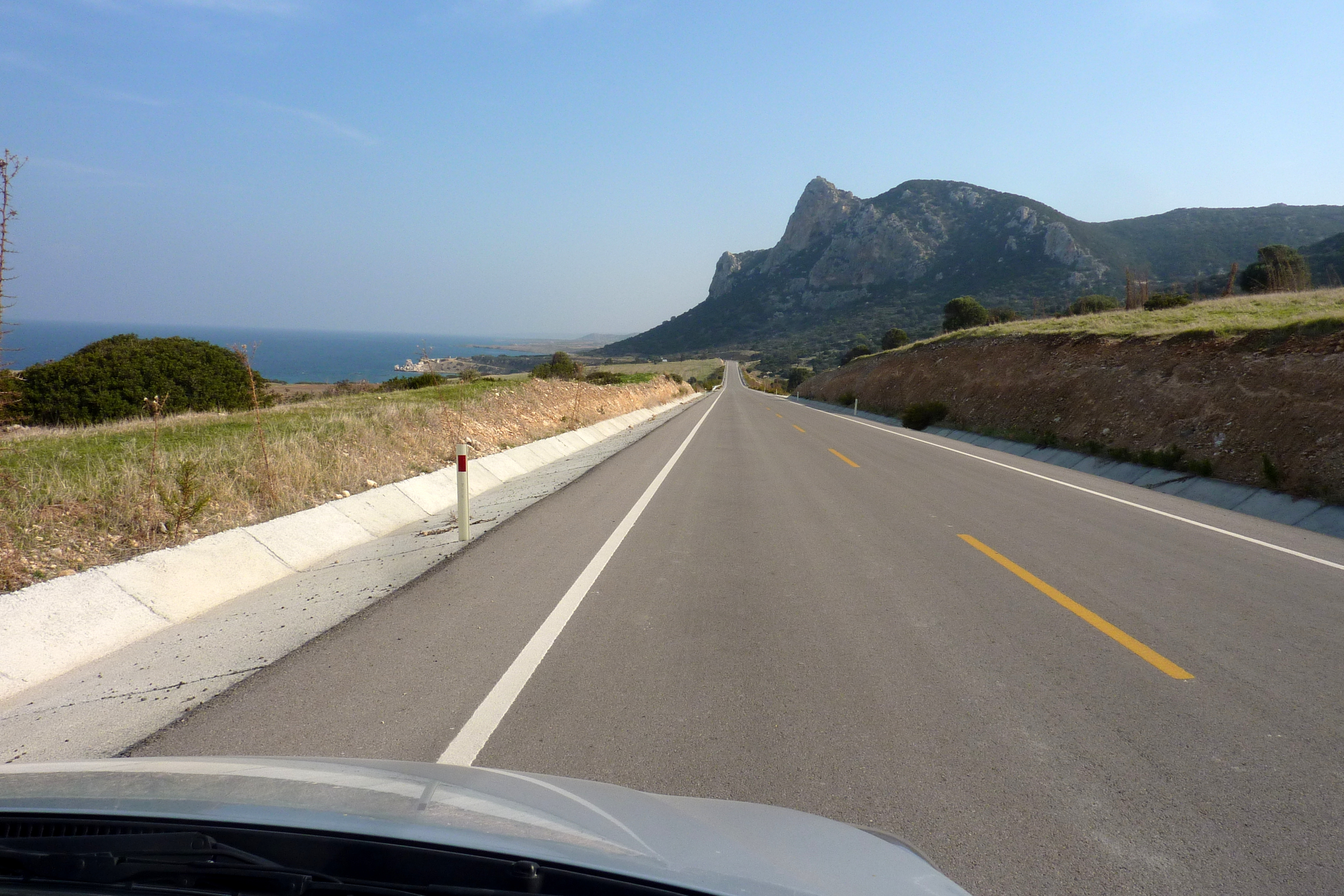
Auf Zyperns Straßen herrscht Linksverkehr

Wichtigster Verkehrsträger ist der Individualverkehr auf der Straße, gefolgt vom Busverkehr. Auf den Straßen der Insel herrscht Linksverkehr. Zypern verfügt über ein recht gutes Autobahnnetz: mit 38,6 km Autobahnen auf 100.000 Einwohner hat die Republik Zypern die höchste Autobahndichte der EU. Die erlaubte Höchstgeschwindigkeit beträgt auf Autobahnen 100 km/h, auf Schnellstraßen 80 km/h, außerorts 65 km/h und innerorts 50 km/h. Im Süden der Insel besteht eine durchgängige Verbindung über Autobahnen von Paphos bis nach Agia Napa sowie Richtung Norden bis nach Nikosia. Das gesamte Straßennetz umfasste 2011 etwa 20.006 km, wovon 12.439 km asphaltiert sind.

#### Häfen
Der Hafen von Larnaka und der Hafen von Limassol befinden sich im Süden Zyperns. Es bestehen dort, neben dem Güter- und Containerumschlag, auch sporadische Fährverbindungen, unter anderem nach Haifa in Israel und in den Libanon. Im Tourismus sind diese ferner für die Kreuzfahrtschifffahrt von Bedeutung. Weiterhin sind im Hafen Ayia Napa die Freizeit- und Ausflugsschifffahrt gut aufgestellt.

#### Flugverkehr
Der Flughafen Larnaka und der Flughafen Paphos sind die beiden Flughäfen auf dem De-facto-Staatsgebiet der Republik Zypern. Ersterer bedient die Hauptstadt Nikosia. Der Nordteil der Insel wird vom Flughafen Ercan bedient, der allerdings ein illegaler Einreisepunkt nach Zypern ist, da er von den zuständigen Behörden der Republik Zypern nie als rechtmäßig zugelassener Zollflughafen im Sinne von ICAO Artikel 10.37 deklariert wurde. Der alte Flughafen Nikosias ist seit 1974 gesperrt, da er sich in der UN-Schutzzone befindet.

#### Schienenverkehr
Die früher von Osten nach Westen das Land durchquerende Cyprus Government Railway wurde stillgelegt.

### Feuerwehr
In der Feuerwehr in Zypern waren im Jahr 2019 insgesamt 618 Berufsfeuerwehrleute und 116 Teilzeit-Feuerwehrleute organisiert, die in 31 Feuerwachen und Feuerwehrhäuser, in denen etwa 86 Löschfahrzeuge und 6 Drehleitern bzw. Teleskopmasten bereitstehen, tätig sind. Der Frauenanteil beträgt neun Prozent. Die nationale Feuerwehrorganisation Cyprus Fire Service repräsentiert die zypriotische Feuerwehr mit ihren Feuerwehrangehörigen im Weltfeuerwehrverband CTIF.

## Kultur

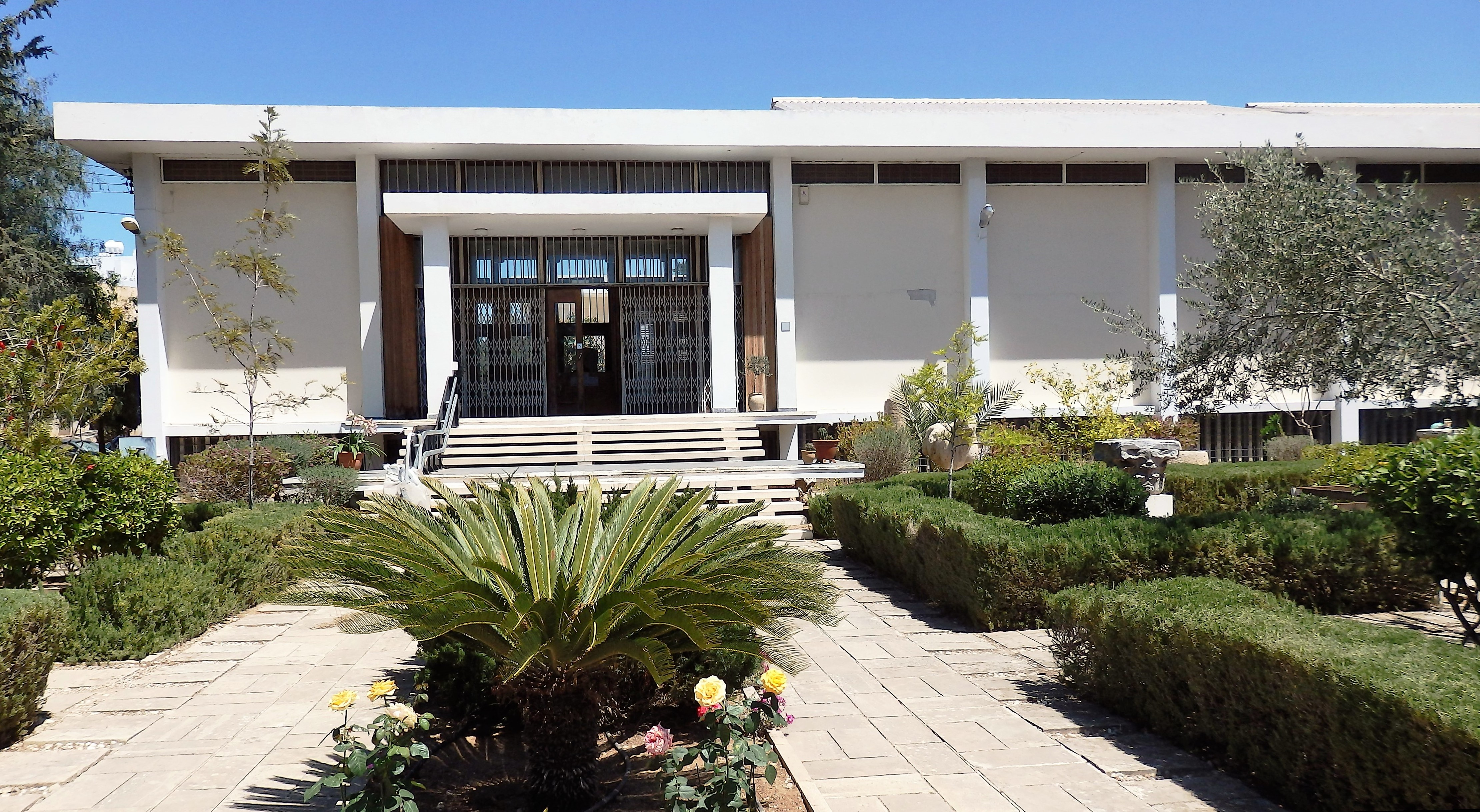
Archäologisches Museum in Paphos

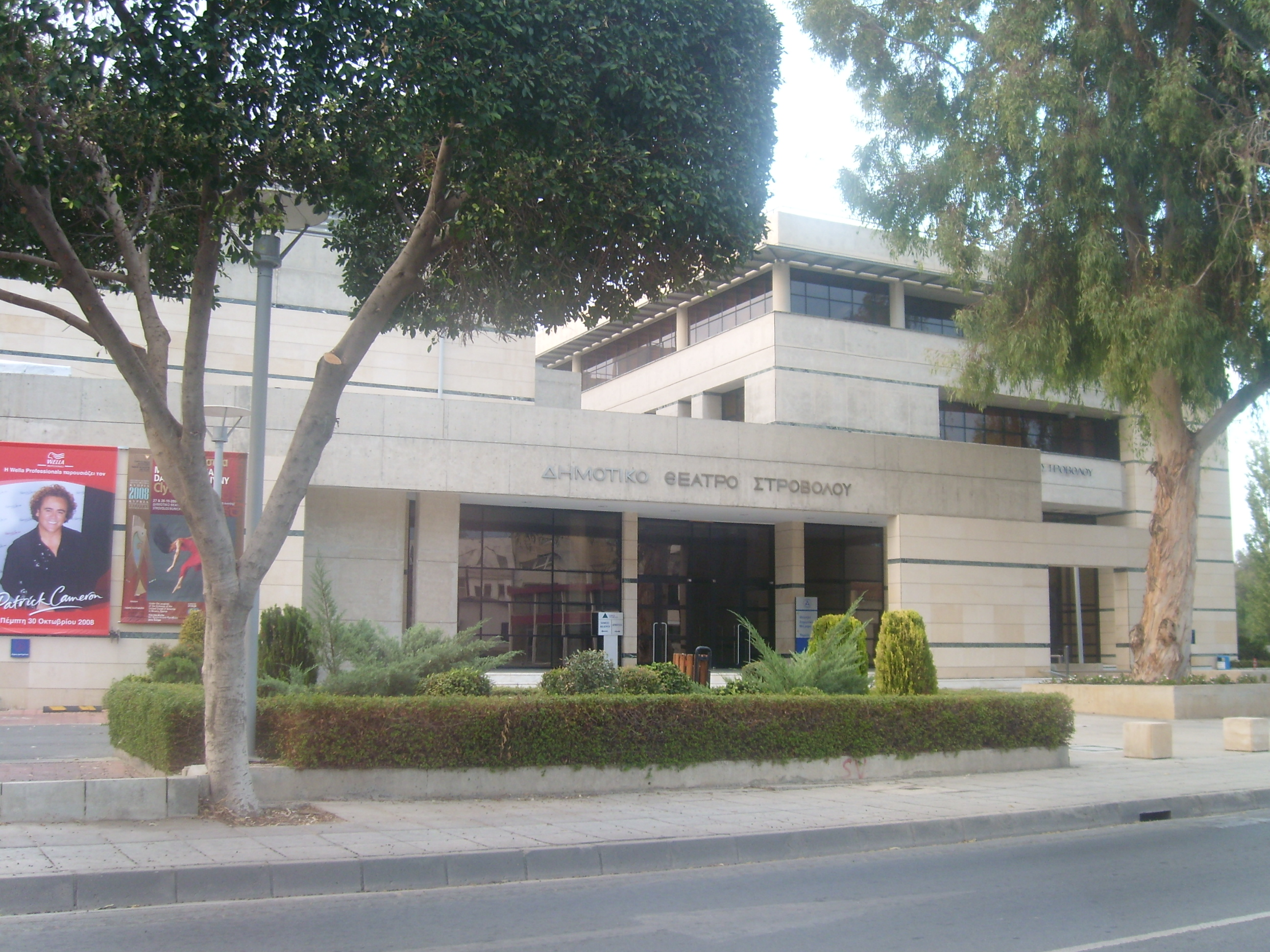
Das Städtische Theater in Strovolos, einem Vorort von Nikosia

### Feiertage
- 1. April Revolution der Zyprer gegen die britische Besatzung.
- 1. Oktober Unabhängigkeitstag

### Musik
Im Bereich Klassische Musik unterhält die Republik Zypern über das Ministerium für Bildung und Kultur seit dreißig Jahren das Cyprus Symphony Orchestra, ein klassisches Sinfonieorchester und professionelles Vollzeit-Orchester, das in der Hauptstadt Nikosia ansässig ist (im dortigen Pallas Theatre, in der historischen Altstadt) und von dort aus regelmäßig auch die größeren Küstenstädte (Pafos, Limassol, Larnaka) mit Konzerten bespielt. Die Konzerte finden in den städtischen Theatern sowie – entsprechend der Jahreszeit – mitunter im Freien statt. Außerdem ist das Cyprus Symphony Orchestra das Orchester des jährlich in Paphos stattfindenden Opernfestivals Pafos Aphrodite Festival Cyprus. Das Orchester kooperiert und produziert regelmäßig mit dem staatlichen Rundfunk, der Cyprus Broadcasting Corporation (CyBC) für Radio und Fernsehen. Derzeitiger Chefdirigent und Künstlerischer Direktor ist der deutsche Dirigent Jens Georg Bachmann.
Darüber hinaus unterhält die Republik Zypern über das Ministerium für Bildung und Kultur eine staatliche, landesweit operierende Musikschule für instrumentale Einzelunterrichte, Ensembles sowie das nationale Cyprus Youth Symphony Orchestra.

### Medien
Die Nichtregierungsorganisation Reporter ohne Grenzen sieht in Republik Zypern erkennbare Probleme für die Pressefreiheit.
Der staatliche Rundfunk ist die Cyprus Broadcasting Corporation (CyBC).
Im Jahr 2023 nutzten 91,2 Prozent der Einwohner der Republik Zypern das Internet.

### Museen
Das älteste Museum der Insel ist das 1882 gegründete Cyprus Museum. Andere größere Museen sind das Leventis Museum und die als Ikonenmuseum bekannte Sammlung der Kirche von Zypern; beide in der Altstadt von Nikosia, letzteres umfasst auch weltliche Kunst. Dem staatlichen Department of Antiquities unterstehen 15 Museen, für die es auch eine Tages- und Wochenkarte gibt.
Das Kykkos-Kloster verfügt ebenfalls über ein größeres Museum. Kommunale Heimatmuseen und private Spezialmuseen sind in verschiedenen Orten zu finden.

### Bühnen
1971 wurde die Theaterorganisation Zypern (Cyprus Theatre Organisation – THOC) gegründet, sie betreibt die staatlichen Bühnen und das Zypern-Theatermuseum (Cyprus Theatre Museum), fördert private und kommunale Bühnen. Vorstellungen fanden auf den vier Bühnen Main Stage, New Stage, Experimental Stage und Children’s Stage statt. Die THOC ist Mitglied des European Theatre Convention.

### Sport
Special Olympics Zypern wurde 1986 gegründet und nahm mehrmals an Special Olympics Weltspielen teil.